# 函館市交通局装形電車
函館市交通局装形電車（はこだてしこうつうきょくそうがたでんしゃ）とは函館市交通局（現・函館市企業局交通部）の路面電車である。

## 概要
函館市交通局が函館水電100形または帝国電力300形電車を種車に改造した花電車。函館港まつりの際のパレード等で使用されている。

## 函館市交通局装100形電車
東京市電ヨシ形を函館水電100形として運用していた車両を1957年（昭和32年）11月23日改造改番したもの。
装104
東京市電ヨシ394号→函館水電100形120号→104号（2代）を種車に1957年（昭和32年）11月23日改造改番
装105
東京市電ヨシ663号→函館水電100形123号→105号（2代）を種車に1957年（昭和32年）11月23日改造改番
装106
東京市電ヨシ687号→函館水電100形128号→106号（2代）を種車に1957年（昭和32年）11月23日改造改番

## 函館市交通局装1形電車
1971年（昭和46年）登場の帝国電力300形改造車。車体は無蓋電車のように切断され、座席等は一切撤去されてはいるが、台車や機器類などは300形時代のままである。
装1
1971年（昭和46年）3月に帝国電力300形302号を改造、同年8月2日に装1形に改める。
装2
1971年（昭和46年）3月に帝国電力300形303号を改造、同年8月2日に装2形に改める。
装3
1971年（昭和46年）3月に帝国電力300形304号を改造、同年8月2日に装3形に改める。

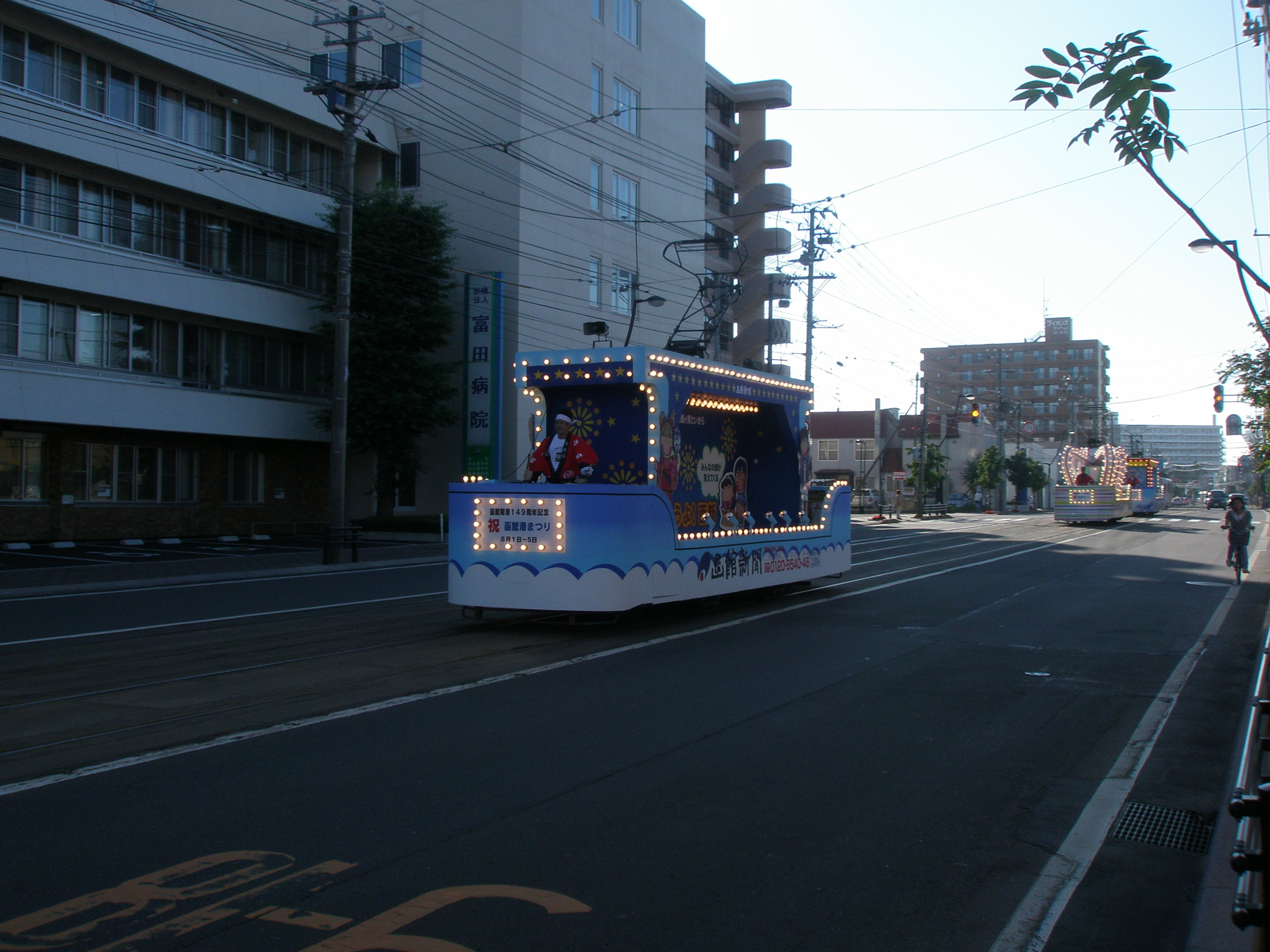
函館市交通局装形1（通称・花電車、2008年7月30日撮影）
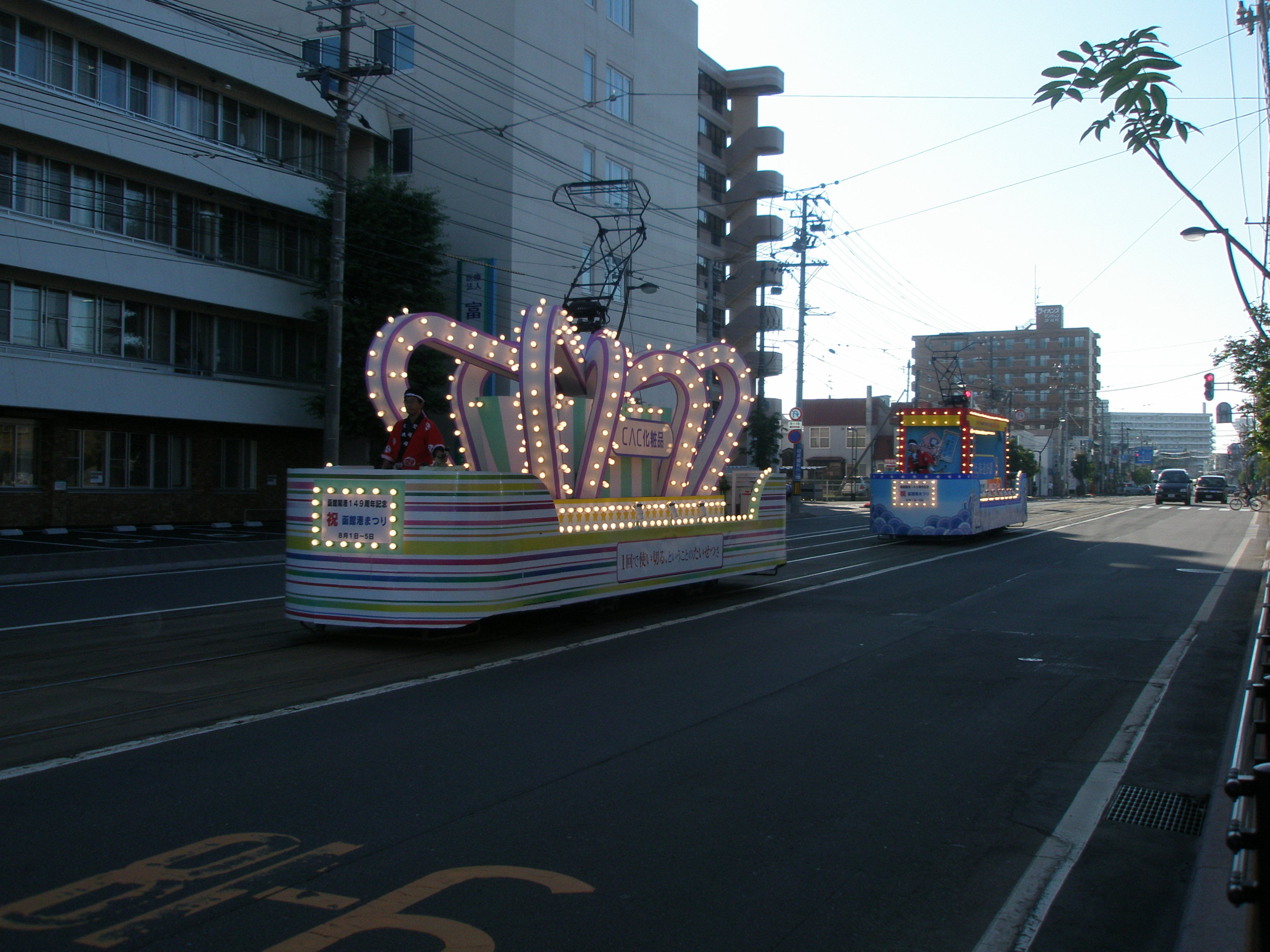
函館市交通局装形2（通称・花電車、2008年7月30日撮影）
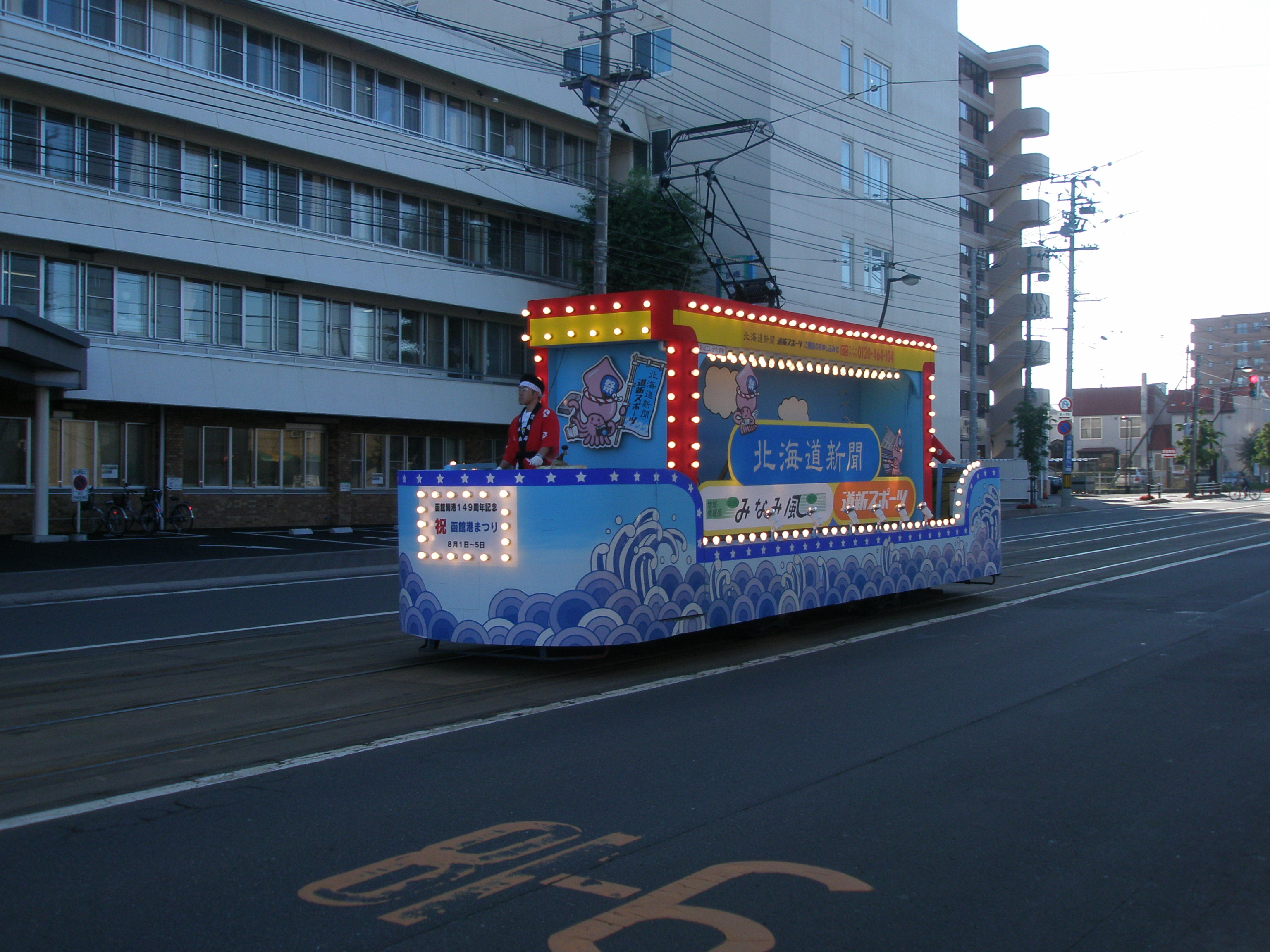
函館市交通局装形3（通称・花電車、2008年7月30日撮影）